# Bão Prapiroon (2018)
Bão Prapiroon năm 2018, còn gọi là bão Florita (tên địa phương Philippines), là cơn bão đã gây ra rất nhiều thiệt hại to lớn đối với Nhật Bản.

## Lịch sử khí tượng
Khu vực áp thấp phía tây của Okinotorishima phát triển thành áp thấp nhiệt đới vào ngày 28 tháng 6. Vào ngày hôm sau, PAGASA bắt đầu đặt tên là Florita. 6 giờ sau, Florita trở thành một cơn bão nhiệt đới, với việc JMA giao nó với tên quốc tế Prapiroon. Vào ngày 30 tháng 6, Prapiroon bắt đầu tăng cường thành cơn bão nhiệt đới. Vào ngày 2 tháng 7, Prapiroon trở thành một cơn bão cấp 1, gần Nhật Bản và Hàn Quốc. Vào ngày 3 tháng 7, bão Prapiroon có cường độ cực đại. Cùng ngày, Prapiroon đổ bộ vào Nhật Bản. Sau khi đổ bộ, Prapiroon đã suy yếu một thời gian ngắn. Prapiroon trở thành một khu vực áp suất thấp vào ngày hôm sau, mặc dù JMA vẫn theo dõi tàn dư của nó cho đến ngày 10 tháng 7, khi nó cuối cùng tan biến trên biển Nhật Bản.

## Tác động và thiệt hại
Tính đến tháng 7 năm 2018, một người từ Hàn Quốc đã bị giết bởi cơn bão. Thiệt hại nông nghiệp ở quận Okinawa vào khoảng 49,39 triệu Yên (446.000 đô la Mỹ).